# Mind.in.a.box
mind.in.a.box — электронная музыкальная группа из Австрии, созданная в 2000 году Штефаном Пойссом и Маркусом Хадвигером. 
Стиль группы — совмещение элементов futurepop, прогрессивного транса и индастриала.

mind.in.a.box — это метафора обозначающая все то, что мешает нашему разуму быть действительно свободным, начиная от повседневной рутины и заканчивая фундаментальным чувством одиночества, которое появляется у нас из-за нарастающего эгоизма окружающих. 
Все альбомы проекта mind.in.a.box объединяет история в жанре киберпанк: музыка группы включает в себя монологи, обрывки аудиозаписей и разговоров, соединенных в основную идею альбомов. Всё вместе это представляет собой мистическую историю в жанрах научной фантастики, фэнтези и нуара.

## История
Пойсс и Хадвигер, уроженцы Вены, с детства были друзьями, а повзрослев, вместе работали над небольшими проектами в области компьютерных игр (наиболее известный — бесплатная космическая аркада «Parsec»); Штефан создавал саундтреки, а Маркус занимался программированием.
В 2000 году у Пойсса родилась идея создать собственный альбом. Вновь объединившись с Хадвигером, который написал тексты для песен, в течение года он записал демо и отправил его Стефану Харвигу, продюсеру из Dependent Records. 
В 2004 году на этом лейбле вышел дебютный альбом коллектива, получивший название Lost Alone. Релиз ждал крупный успех — первая строчка хит-парада Deutsche Alternative Charts. Это придало музыкантам уверенности, и вскоре за первым диском последовали Dreamweb (2005) и Crossroads (2007), также достигшие высоких позиций в DAC. 
По идее создателей, все три альбома объединены общей темой — своеобразной, постепенно развивающейся фантастической историей, преподносимой слушателю через сообщения и диалоги, встречающиеся в песнях.
В июле 2009 года состоялся первый концерт группы на фестивале Arvika в Швеции. На сцене вместе со Штефаном (вокал, клавишные) присутствуют Adam Wehsely-Swiczinsky (гитара), Roman Stift (бас-гитара) и Gerhard Höffler (ударные).
В феврале 2010 года выпущен альбом R.E.T.R.O, который включал в себя несколько кавер-версий культовых классических треков эры компьютеров Commodore 64 и видеоигр 1980-x годов.
В январе 2012 года состоялся релиз нового альбома Revelations.

## Дискография
- 2004 — Lost Alone (альбом)
- 2005 — Certainty (мини-альбом)
- 2005 — Dreamweb (альбом)
- 2007 — What Used To Be (сингл)
- 2007 — Crossroads (альбом)
- 2010 — R.E.T.R.O (альбом)
- 2010 — 8 Bits (сингл)
- 2012 — Revelations (альбом)
- 2012 — Revelations Club.Mixes (мини-альбом, 2012)
- 2015 — Memories (альбом)
- 2017 — Broken Legacies (альбом)